# Kirche Sankt Lorenz (Ostpreußen)
Die Kirche Sankt Lorenz (russisch Кирха Санкт Лоренц) war das Gotteshaus der ehemals Sankt Lorenz und heute Salskoje genannten Siedlung der Kowrowskoje selskoje posselenije (Landgemeinde Kowrowo (Nautzau)) im Rajon Selenogradsk (Kreis Cranz) der russischen Oblast Kaliningrad (Gebiet Königsberg (Preußen)).

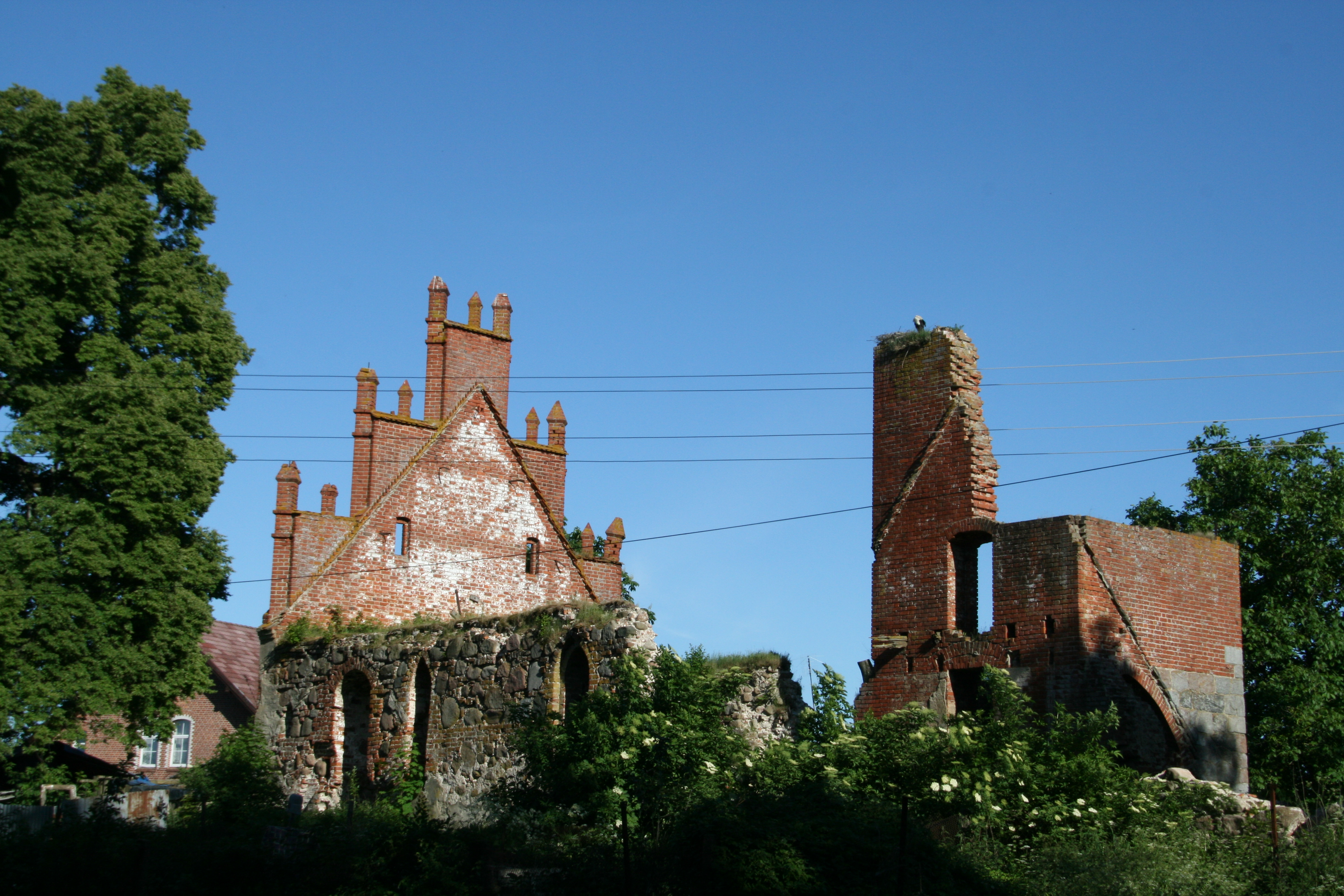
Ruine der Kirche Sankt Lorenz im Juni 2011

## Geographische Lage
Salskoje im Nordwesten des Samlandes liegt 32 Kilometer nordwestlich der Stadt Kaliningrad (Königsberg) an der russischen Fernstraße A 192 (Teilabschnitt der früheren deutschen Reichsstraße 143), unweit der gleichnamigen Anschlussstelle des neu erbauten Primorskoje Kolzo (Küstenautobahnring). Die heutige Kirchenruine befindet sich südöstlich der Nebenstraße, die von Salskoje über Gorbatowka (Nortycken) nach Kljukwennoje (Klycken) führt.

## Kirchengebäude
Bei der Dorf- und Pfarrkirche im ehemaligen Sankt Lorenz handelt es sich um einen im Jahre 1450 errichteten Feldsteinbau mit Ziegelecken ohne Chor. Zunächst stand hier auf der Steilküste über der Ostsee eine kleine Kapelle aus dem 14. Jahrhundert, die später als östlicher Abschnitt in einen Erweiterungsbau integriert wurde.
Im Jahre 1609 stürzte das Gewölbe ein und wurde durch eine flache Holzdecke ersetzt. Der Turm wurde 1586 angebaut. Er war für die anlandenden Schiffe ein wichtiges Seezeichen und wurde deshalb von der Königsberger Kaufmannschaft instand gehalten. Erst 1709 ersetzte die Brüsterorter Bake das Orientierungszeichen für Seeleute. Der Turm verfiel allmählich und stürzte 1767 ein.
Von 1771 bis 1773 erweiterte man das Kirchenschiff um zwei Achsen, und 1905/1906 wurden der Turm nach dem Vorbild des Kirchturms in Neuhausen (heute russisch: Gurjewsk). Auch der Ostgiebel wurde wiederhergestellt.
Der Kirchenraum wirkte dunkel aufgrund der vor die Fenster gezogenen Emporen.
Der Altarschrein soll 1540 entstanden sein und wurde im Laufe des 17. Jahrhunderts mit Neuerungen und Ergänzungen versehen wie die Bemalung der Flügeltüren mit Bildern aus dem Leben Jesu. Ein Bild des Schmerzensmannes von 1575 im Obergeschoss des Altars befand sich bis 1905 oder 1906 an einer Kanzel, die man damals entfernte. Sie stammte von 1575 und fiel wegen ihrer künstlerisch ausgemalten Felder auf. Der Schalldeckel war von 1684.
Zu den Besonderheiten der Kirchenausstattung gehörten ein Beichtstuhl aus dem Jahre 1600, ein Taufengel des Bildhauers Joseph Anton Kraus von 1714 sowie das Altargerät aus dem 17./18. Jahrhundert.
Im Jahre 1856 wurde eine Orgel eingebaut. Die Glocken stammten von 1753 und 1796.
Die Kirche Sankt Lorenz kam unversehrt durch den Zweiten Weltkrieg. Sie wurde dann der örtlichen Kolchose übertragen, die sie als Lagerhalle benutzte. Das Gebäude verfiel seit den 1970er Jahren, wenig später brach man den oberen Teil des Turms ab, das Dach fiel zusammen. 1993 stürzte der Westgiebel ein.
Im Jahre 1999 verkaufte die Kolchose Salskoje die Kirche für 40 Kopeken pro Backstein (etwa 2 Eurocent). Heute stehen der Ostgiebel und Teile des Turms als Ruine des Kirchengebäudes, das für gottesdienstliche Zwecke nicht mehr benutzbar ist und weiterhin verfällt.

## Kirchengemeinde
Sankt Lorenz war bereits in vorreformatorischer Zeit ein Kirchdorf und bildete seit 1450 eine Pfarrei. Die Reformation hielt hier relativ früh Einzug. Gehörte die evangelische Kirchengemeinde zunächst zur Inspektion Schaaken (heute russisch: Schemtschuschnoje), so war sie bis 1945 dann dem Kirchenkreis Fischhausen (Primorsk) innerhalb der Kirchenprovinz Ostpreußen der Kirche der Altpreußischen Union zugeordnet. 1893/1894 wurde in Sankt Lorenz ein neues Pfarrhaus gebaut.
Das Seebad Rauschen wurde im Jahre 1929 mit eigenem Kirchbau verselbständigt und ab 1931 mit einer eigenen Pfarrstelle versehen.
Im Jahre 1925 zählte das Kirchspiel Sankt Lorenz 5.130 Gemeindeglieder, die in 30 Kirchspielorten lebten.
Aufgrund von Flucht und Vertreibung in Folge des Zweiten Weltkrieges fand kirchliches Leben, auch aufgrund staatlicher Restriktionen, nach 1945 nicht mehr statt.
Erst in den 1990er Jahren bildeten sich in der Oblast Kaliningrad neue evangelisch-lutherische Gemeinden, so in Selenogradsk (Cranz) und in der Oblasthauptstadt Kaliningrad (Königsberg) mit der Auferstehungskirche. Sie gehören zur Propstei Kaliningrad der Evangelisch-lutherischen Kirche Europäisches Russland.

## Kirchspielorte (bis 1945)
Zum Kirchspiel Sankt Lorenz gehörten vor 1945 neben dem Pfarrort noch 30 Ortschaften:
| Deutscher Name | Russischer Name |  | Deutscher Name      | Russischer Name |
| -------------- | --------------- |  | ------------------- | --------------- |
| Alexwangen     | Aralskoje       |  | Plinken             | Lessenkowo      |
| Deutsch Battau | Bobrowka        |  | Pokalkstein         | Bogatoje        |
| Georgenswalde  | Otradnoje       |  | Pokirben            |                 |
| Hirschau       | Kolomenskoje    |  | Posselau            | Alexandrowka    |
| Kirtigehnen    |                 |  | Preußisch Battau    | Dobroje         |
| Kobjeiten      | Selski          |  | Rauschen (bis 1909) | Swetlogorsk     |
| Kraam          | Gratschowka     |  | Sassau              |                 |
| Lixeiden       | Obuchowo        |  | Schlakalken         | Jaroslawskoje   |
| Loppöhnen      | Rybnoje         |  | Stapornen           | Wetkino         |
| Lopsienen      | Rogatschowo     |  | Syndau              | Wodnoje         |
| Mossyken       | Rogatschowo     |  | Tenkieten           | Ljotnoje        |
| Neukuhren      | Pionerski       |  | Tolklauken          | Kalinowo        |
| Nortycken      | Gorbatowka      |  | Tykrehnen           | Sori            |
| Obrotten       | Olschanka       |  | Wangenkrug          | Pionerski       |
| Plautwehnen    | Rakitnoje       |  | Warnicken           | Lesnoje         |

## Pfarrer (bis 1945)
In Sankt Lorenz amtierten von der Reformation bis zum Ende des Zweiten Weltkrieges als evangelische Geistliche:
- N., Caspar, 1538
- Paul Sunder, ab 1538
- Melchior von der Heyde, 1569
- Sebastian Pygargus, 1569–1602
- Johann Adler, 1602–1645
- Ludwig Spilner, 1633–1641
- Christian Feyerabend, 1645–1677
- Johann Ungefug, 1669–1709
- Jacob Holstein, 1701–1724
- Johann Georg Grünmüller, 1724–1760
- Johann Ludwig Krusemarck, 1759–1778
- Johann Friedrich Pachnio, 1779–1798
- August Samuel Gerber, 1797–1814
- Carl Ludwig Hintz, 1814–1824
- Johann Gottfried Schultz, 1824–1831
- Karl Emil Gebauer, 1831–1847[8]
- Ferdinand (Ludwig Wilhelm) Wenetzki, 1847–1866[9]
- Hermann Friedrich Blindow, 1867–1891
- Martin Julius Robatzick, bis 1890
- August Wilhelm Heinrich Hartung,
 1891–1906
- Georg E. Joachim Manteufel, 1906–1933
- Gerhard Siebert, 1933–1943
- Ernst Payk, 1944–1945